# Shadow Labyrinth
Labirintul umbrelor (în engleză Shadow Labyrinth) este un joc video de acțiune-aventură dezvoltat de Bandai Namco Studios⁠(d) și publicat de Bandai Namco Entertainment⁠(d). Parte a francizei Pac-Man și o continuare a episodului Nivelul secret „Cercul”, a fost lansat în 2025 pentru PlayStation 5, Xbox Series X/S⁠(d), Nintendo Switch și PC prin Steam.

## Gameplay
Este un joc de acțiune-aventură 2D. Personajul jucătorului va fi o figură cunoscută sub numele de „Spadasinul”, deoarece este ghidat în jurul unui „labirint” uriaș de un orb cunoscut sub numele de „Puck”. De-a lungul jocului, jucătorul va explora „labirintul” în timp ce luptă contra monștrilor. De asemenea, jucătorul va dobândi abilități noi și diverse obiecte. Câțiva jurnaliști, la anunțul acestuia, au considerat jocul a fi o Metroidvania⁠(d).

## Dezvoltare
Shadow Labyrinth a început să fie dezvoltat din 2020. Bandai Namco Studios a început să creeze jocul cu scopul de a extinde audiența seriei Pac-Man, care era o franciză predominant de familie, dorind să creeze un joc al seriei mai „întunecat”. Au revenit la conceptele originale din primul joc Pac-Man și s-au rezumat la „conceptul de labirint, de mâncare și la cum se poate răsturna masa dintr-o data”. Cu acest concept, echipa a început să creeze Shadow Labyrinth. Echipei de dezvoltare a jocului i s-a alăturat Katsuhiro Harada⁠(d), producătorul seriei Tekken. Jocul este dezvoltat pe baza motorului Unity.

## Marketing și lansare
În timpul dezvoltării jocului Shdow Labyrinth, a fost creat un episod al serialului SF de animație Nivelul secret bazat pe joc. Acesta a fost creat pentru a promova jocul și a servi ca un prequel. În timpul dezvoltării acestui episod, creatorului serialului, Tim Miller⁠(d), i s-a arătat o prezentare a jocului și a comentat diferențele acestuia față de un joc tradițional Pac-Man.
Jocul a fost dezvăluit la The Game Awards 2024⁠(d), și urmează să fie lansat în 2025 pentru PlayStation 5, Xbox Series X/S, Nintendo Switch și PC via Steam. Jocul va face parte din cea de-a 45-a aniversare a francizei Pac-Man.